# Nofollow

nofollow는 일부 검색 엔진에게 하이퍼링크가 검색 엔진 색인의 링크 대상의 순위에 영향을 미쳐서는 안 됨을 지시하기 위해 HTML a 요소의 rel 속성에 할당될 수 있는 값이다. 지정된 용어의 검색 결과 순서를 확정하기 위해 어느 웹사이트가 나열될지 결정할 때 검색 알고리즘이 링크의 수에 상당히 의존하기 때문에 특정한 유형의 인터넷 광고의 효율성을 줄이기 위해 고안된 것이다.

## 개념과 사양
nofollow 값은 원래 블로그의 스팸 코멘트 중단을 위해 제안되었다. 코멘트의 스팸이 블로그 커뮤니티 전반에 영향을 미쳤다고 믿겨졌기 때문에 2005년 초 구글의 매트 커츠와 블로거의 제이슨 셸런은 이 문제를 해결하고자 이 값을 제안하였다.
nofollow 사양은 예를 들어 W3C 특허 정책 20040205, IETF RFC 3667 & RFC 3668 등 로열티 프리 특허 정책에 종속되며 개발자들에 의해 2005~07년 저작권이 부여되었다.

### 예시
<a href="http://www.example.com/" rel="nofollow">Link text</a>

## 같이 보기
- noindex
- 페이지랭크
- 검색 엔진 최적화
- 웹 크롤러(검색 엔진 스파이더)
- 블로그의 스팸

### 검색 엔진으로부터 내용을 배제
- 로봇 메타 태그
- 로봇 배제 표준 (robots.txt)